# Marta Wawrzynkowska
Marta Wawrzynkowska (ur. 19 czerwca 1992 w Kępnie) – polska piłkarka ręczna, bramkarka, aktualnie reprezentująca barwy islandzkiego klubu Íþróttabandalag Vestmannaeyja.

## Kariera sportowa
Jest wychowanką klubu KKS Polonia Kępno, swoją karierę kontynuowała w SMS Gliwice (2008-2011), w tym okresie była systematycznie powoływana do reprezentacji Polski juniorek oraz młodzieżówki. W 2010 roku w Otwartych mistrzostwach Europy U-18 w piłce ręcznej kobiet w Göteborgu wywalczyła wraz z reprezentacją 4 miejsce. Rok później będąc już zawodniczką SPR Olkusz brała udział w Mistrzostwach Europy U-19 w piłce ręcznej kobiet w Holandii. 
W 2012 roku przeszła do superligowego KSS Kielce. Wraz z reprezentacją U20 wzięła udział w turnieju kwalifikacyjnym Mistrzostw świata U-20 w piłce ręcznej kobiet awansując do imprezy głównej, która odbywała się w Czechach. W wygranym meczu 1/16 przeciwko Brazylii (23:20) Marta otrzymała wyróżnienie MVP. Ostatecznie zajęła 8 miejsce (na 24) wśród najlepszych bramkarek ze skutecznością na poziomie 38.3%. Po tych sukcesach została dostrzeżona przez Kima Rasmussena, dzięki czemu otrzymała w październiku 2012 powołanie na konsultację szkoleniową reprezentacji Polski.
W 2013 roku postanowiła kontynuować karierę w Olimpii Beskid Nowy Sącz, z którą związała się rocznym kontraktem.
W sezonie 2014/2015 zawodniczka przeniosła się do drugoligowego Voss HK w Norwegii i już w pierwszym sezonie została wybraną najlepszą bramkarką. Rok później reprezentowała barwy Fana IL Bergen jednak jej przygoda w drużynie w drugim co do wielkości mieście Norwegii trwała zaledwie pół sezonu, w drugiej rundzie przeniosła się do Skrim Kongsberg. W 2016/2017 zakontraktowana została w HK Halden, jednak drużyna z powodu problemów finansowych wycofała się z rozgrywek w marcu 2017 roku i zawodniczka postanowiła wrócić do Polski.
W kwietniu 2017 roku trafiła do Pogoni Szczecin. W sierpniu 2019 przeniosła się do Islandii, gdzie reprezentuje barwy Íþróttabandalag Vestmannaeyja.

## Sukcesy
Indywidualne
- Ósma bramkarka na Mistrzostwach Świata U20 w 2012 roku
- Wybrana najlepszą bramkarką 2. Division w Norwegii w sezonie 2014/2015
- Wielokrotnie wybierana do "Najlepszej siódemki kolejki" według portalu sportowefakty.pl[5][6][7][8]

Klubowe
- Puchar Polski:
  -  2018, 2019
- EHF Challenge Cup:
  -  2019